# Grădiștea (okręg Giurgiu)
Grădiștea – wieś w Rumunii, w okręgu Giurgiu, w gminie Comana. W 2011 roku liczyła 1515 mieszkańców.